# 梅德科韋茨

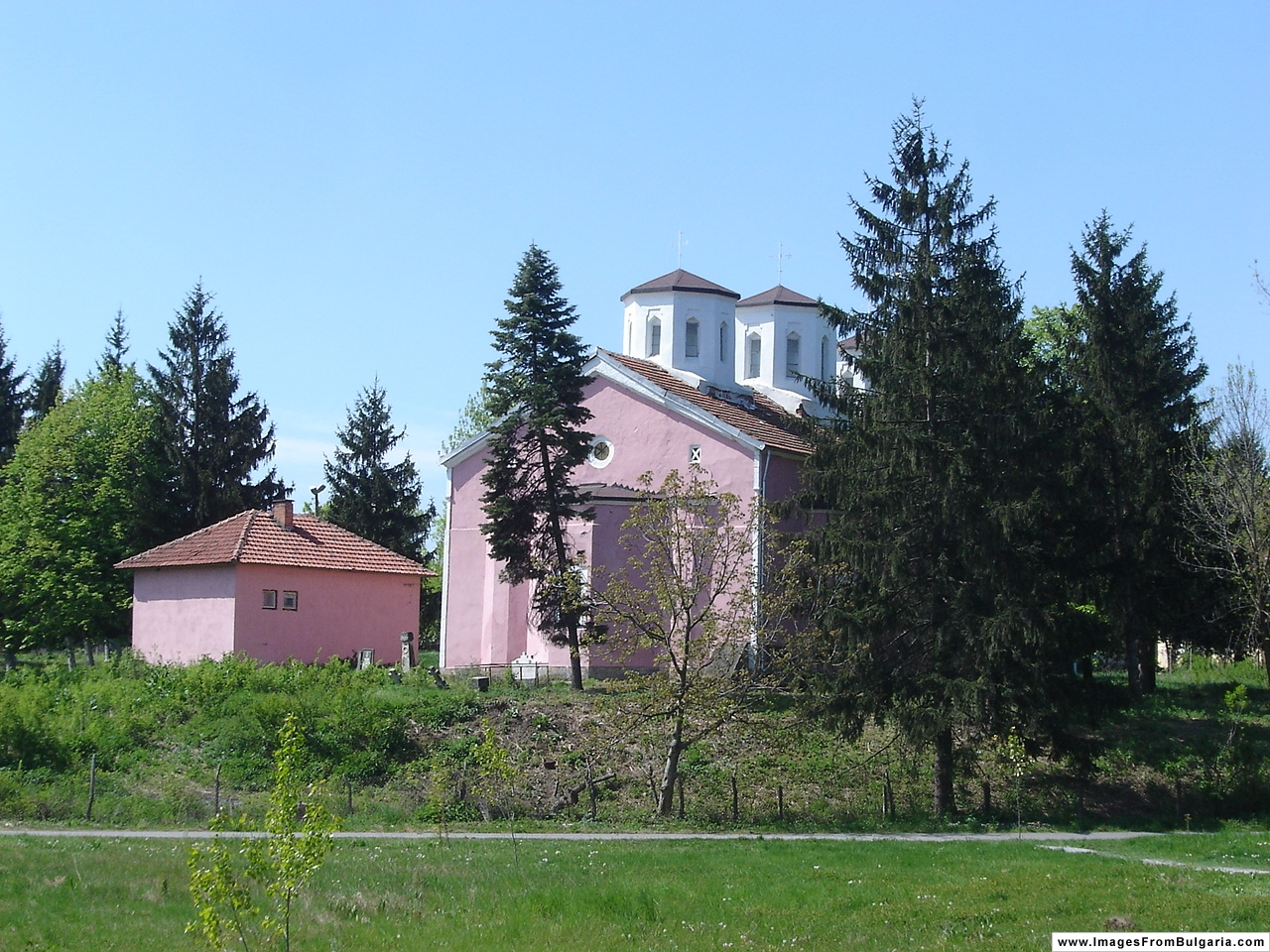

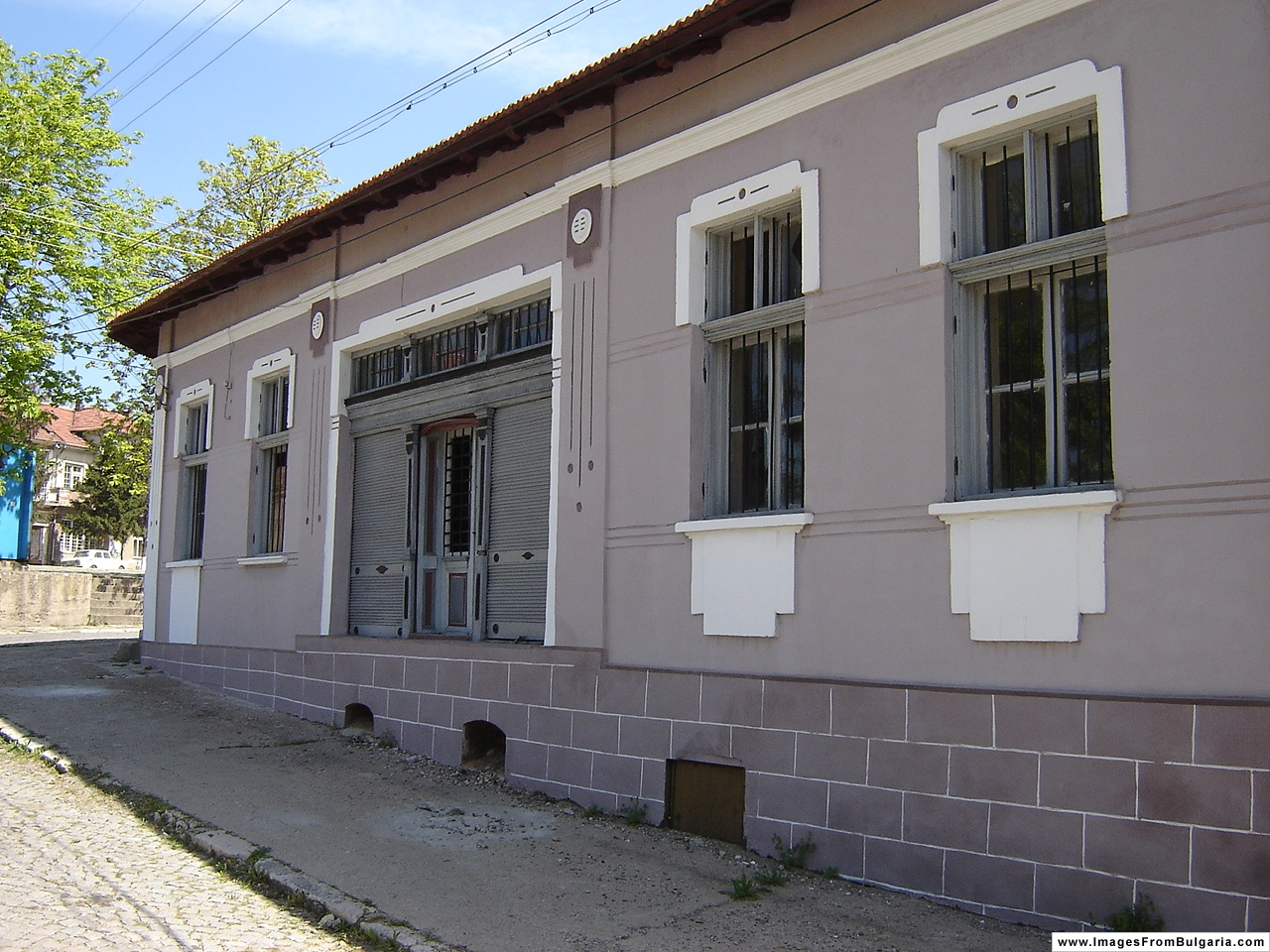

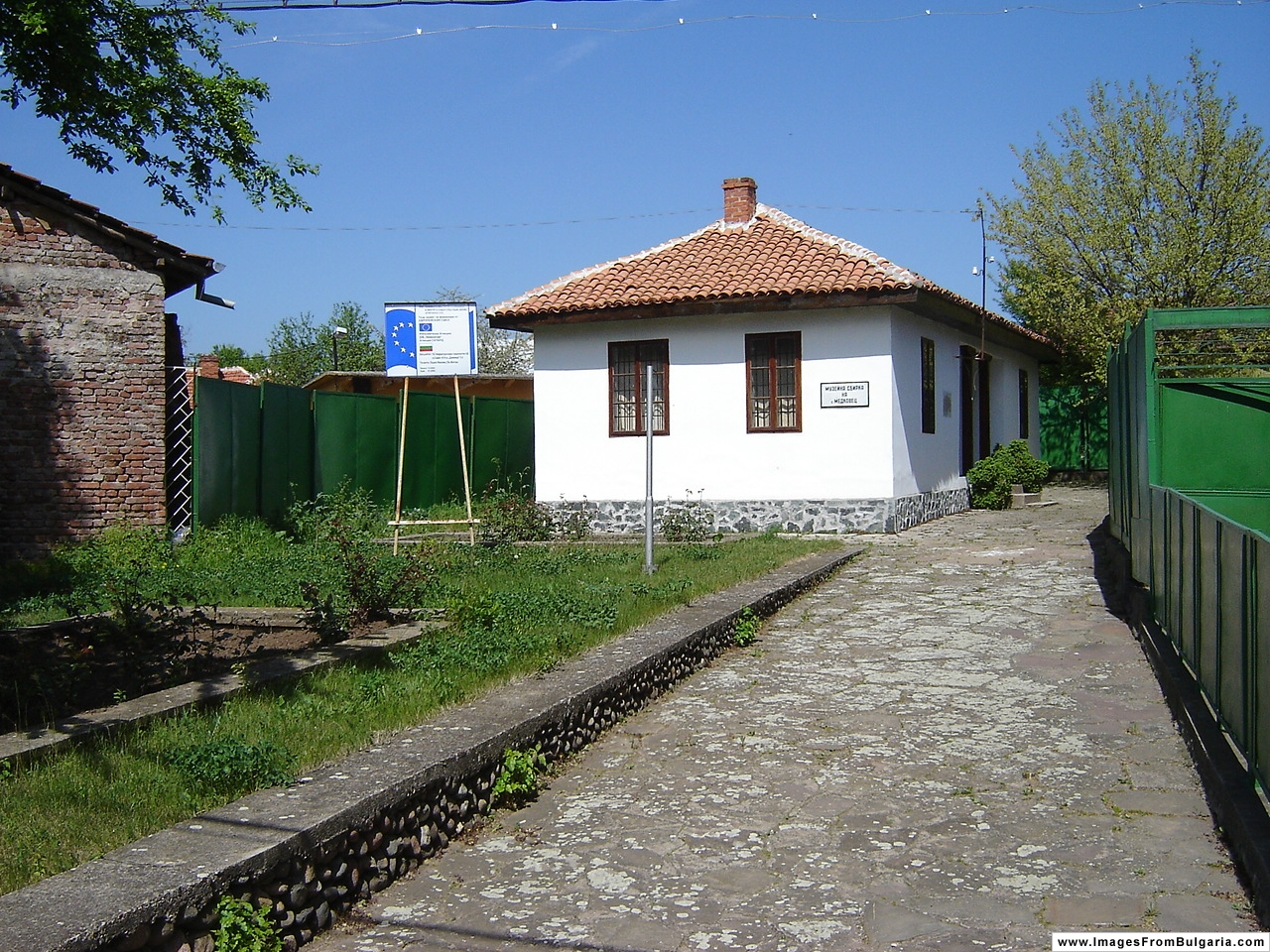

梅德科韋茨，是保加利亞西北部蒙塔納州梅德科韋茨市鎮的村庄及行政中心，面積82平方公里，海拔高度182米，2015年人口1,704，人口密度每平方公里20.86人。